# مهدی بهمن
مهدی بهمن داستان‌نویس، نگارگر و پژوهشگر حوزه تقریب ادیان اهل ایران است. او نویسندهٔ مجموعه داستان «سرمای استخوان‌سوز» و پژوهشگر تقریب ادیان است، کتاب‌های تورات، زبور و انجیل را تذهیب کرده‌است. او در جریان خیزش ۱۴۰۱ ایران در ۱۹ مهر بازداشت شد و در خطر اعدام قرار دارد.

## فعالیت‌ها
مهدی بهمن بیش از ۲۰ سال در حوزه همزیستی ادیان (تقریب ادیان) فعالیت کرده و به همراه عبدالحمید معصومی تهرانی، فعالیت‌های مشترکی در زمینه گفت‌وگوی ادیان انجام داده‌است. او در سال ۱۳۹۸ یک نسخه از صحیفه عزرا (کتاب مقدس یهود) را با خطاطی معصومی تهرانی و تذهیب مهدی بهمن به دفتر راو اعظم اسرائیل، ایتسخاک یوسف اهدا کرده بود. او همچنین کتاب‌های تورات، زبور و انجیل را نیز تذهیب کرده که کتاب زبور او در کتابخانه کنگره آمریکا نگهداری می‌شود.
او در سال ۲۰۱۹ کتاب مجموعه داستان «سرمای استخوان‌سوز» نوشت. این کتاب به دلیل سانسور وزارت فرهنگ و ارشاد اسلامی در ایران مجوز انتشار نگرفت و در آمستردام توسط نشر روناک منتشر شد.

## بازداشت و محاکمه
او در جریان خیزش ۱۴۰۱ ایران در ۱۹ مهر با حمله مأموران امنیتی جمهوری اسلامی بازداشت و به بند ۲۰۹ زندان اوین منتقل شد. به گفته فرزاد صیفی‌کاران روزنامه‌نگار و دوست نزدیکش، مهدی بهمن به دنبال مصاحبه علنی با شبکه تلویزیونی ۱۳ اسرائیل بازداشت شده و پس از آن از سوی دادگاه انقلاب در ۳ دی به اعدام محکوم شد. او در این جلسه دادگاه از حق داشتن وکیل تعیینی محروم بوده‌است و در تمام مدت بازداشت فقط یک بار توانسته با خانواده خود دیدار کند.

### واکنش‌ها
- وزارت امور خارجه اسرائیل با صدور بیانیه‌ای حکم اعدام او را محکوم کرد. در این بیانیه همچنین گفت «مهدی بهمن، نویسنده ایرانی نیز که مدافع گفت‌وگوی ادیان بود، تنها به دلیل این که با یک خبرگزاری اسرائیلی مصاحبه کرده، به اعدام محکوم شده‌است.»[۵][۶]

- ژولین برژتون، سناتور مجلس سنای فرانسه، کفالت سیاسی مهدی بهمن را بر عهده گرفت.[۷]

- جمعی از نویسندگان و فعالان مدنی از جمله شیرین عبادی، آسیه امینی، علیرضا روشن و علی عبداللهی در نامه‌ای به پاپ فرانسیس درخواست کردند به حکم اعدام مهدی بهمن اعتراض کند.[۸]
- نشر روناک کتاب «سرمای استخوان‌سوز» نوشته مهدی بهمن را در راستای حمایت از حق آزادی بیان و مخالفت با صدور حکم اعدام به صورت رایگان در اختیار عموم قرار داد.[۹]